# 8591 Excubitor
A 8591 Excubitor (ideiglenes jelöléssel 6543 P-L) a Naprendszer kisbolygóövében található aszteroida. Cornelis Johannes van Houten, Ingrid van Houten-Groeneveld és Tom Gehrels fedezte fel 1960. szeptember 24-én.